# Ричмонд Хајтс (Мисури)
Ричмонд Хајтс (енгл. Richmond Heights) град је у америчкој савезној држави Мисури.

## Демографија
По попису из 2010. године број становника је 8.603, што је 999 (-10,4%) становника мање него 2000. године.
| Група             | 2000.         | 2010.         |
| Белци             | 7.704 (80,2%) | 6.889 (80,1%) |
| Афроамериканци    | 1.279 (13,3%) | 1.002 (11,6%) |
| Азијати           | 307 (3,2%)    | 359 (4,2%)    |
| Хиспаноамериканци | 167 (1,7%)    | 197 (2,3%)    |
| Укупно            | 9.602         | 8.603         |